# Crkvicko Polje
Crkvicko Polje (cyr. Црквицко Поље) – wieś w Czarnogórze, w gminie Plužine. W 2011 roku liczyła 73 mieszkańców.